# NGC 2642
NGC 2642 è una galassia a spirale barrata situata nella costellazione dell'Idra, a una distanza di circa 223 milioni di anni luce dalla nostra Via Lattea.

## Scoperta
La galassia è stata scoperta il 19 febbraio 1830 dall'astronomo britannico John Herschel.

## Descrizione
NGC 2642 ha una classe di luminosità II-III e presenta una larga riga a 21 cm dell'idrogeno neutro.
Nella galassia sono presenti anche regioni di idrogeno ionizzato.

### Morfologia
Nella banda K dell'infrarosso, NGC 2642 presenta una barra centrale di 32 arcosecondi, con un'ellitticità massima di 0,69. L'angolo di posizione della barra è di 118°.

## Supernove
All'interno di NGC 2642 sono state scoperte due supernove: SN 2002fj e SN 2008bh.

### SN 2002fj
La supernova è stata scoperta il 12 settembre 2002 dall'astronomo amatoriale sudafricano Berto Monard. La supernova è stata classificata di tipo IIn.

### SN 2008bh
La supernova è stata scoperta il 23 marzo 2008 da due gruppi, gli astronomi A. Narla, W. Li e A. V. Filippenko dell'Università della California - Berkeley nell'ambito del programma LOSS (Lick Observatory Supernova Search) dell'Osservatorio Lick e gli astronomi G. Pignata, J. Maza, M. Hamuy, R. Antezana, L. Gonzalez, P. Gonzalez, P. Lopez, S. Silva e G. Folatelli nell'ambito del programma CHASE (CHilean Automatic Supernova sEarch) dell'Università del Cile. La supernova è stata classificata di tipo II.